# フリトレー
フリトレー (Frito-Lay) は、アメリカの飲料・食品メーカーのペプシコ社の菓子ブランドである。
フリト社 (The Frito Company) とH.W.レー社 (H.W. Lay & Company) が合併したフリトレー社 (Frito-Lay, Inc.) として始まったが、現在北米での事業はペプシコの一部であるフリトレー・ノース・アメリカが担っている。

## 歴史

### フリト
- 1932年、Charles Elmer Doolin がコーンチップメーカー The Frito Company を創業。
- 1933年、本社をテキサス州ダラスに移転。
- 1935年、R&D部門を設置し、ポテトチップなど多様な商品展開を始める。
- 1945年、販売会社 The Frito Sales Company 設立。
- 1954年、株式公開。
- 1959年、Doolin 逝去。

### H.W.レー
- 1920年代、Herman Lay が南部で自動車でのポテトチップスの販売を始める。
- 1932年、Lay はテネシー州ナッシュヴィルでポップコーン会社を創業。
- 1939年、Lay は以前の勤め先だったポップコーン会社 Barrett Food Company を買収し、H.W. Lay & Company を設立。本社は Barrett Food Company と同じジョージア州アトランタ。

### フリトレー
- 1945年、The Frito Company が H.W. Lay & Company に南東部での独占フランチャイズを許可する。
- 1961年、2社は合併しフリトレー (Frito-Lay, Inc.) 設立。
- 1965年、フリトレーとペプシコーラ社 (Pepsi-Cola Company) が合併し、ペプシコとなる。

## 主な商品
- レイズ
- ドリトス
- チートス（英語版）
- ドラゴンポテト

## 各国法人
- Frito-Lay Australia Holdings Pty Ltd.
- Frito-Lay Colombia Ltda.
- Frito-Lay de Venezuela, C.A.
- Frito-Lay Dominicana S.A.
- Frito-Lay Foods
- Frito-Lay France SA
- Frito-Lay Gida Sanayi Ve Ticaret A.S.
- Frito-Lay Holdings C.V.
- Frito-Lay Ukraine
- Frito-Lay Holdings Limited
- Frito-Lay India
- Frito-Lay Investments B.V.
- Japan Frito-Lay Ltd.（ジャパンフリトレー）
- Frito-Lay Manufacturing OOO
- Frito-Lay Netherlands Holding B.V.
- Frito-Lay North America, Inc.
- Frito-Lay Poland Sp.zo.o.
- Frito-Lay Trading Company (Europe) Gmbh
- Frito-Lay Trading Company Gmbh

ほか。

### 日本法人
日本初のポップコーン会社であるマイクポップコーン有限会社へ、1977年に不二家とともに共同出資して合弁企業不二家フリトレーを設立し、1990年に完全子会社ジャパンフリトレーとした。
2009年にペプシコとカルビーが業務提携してカルビーの完全子会社となる。